# Winchester Short Magnum

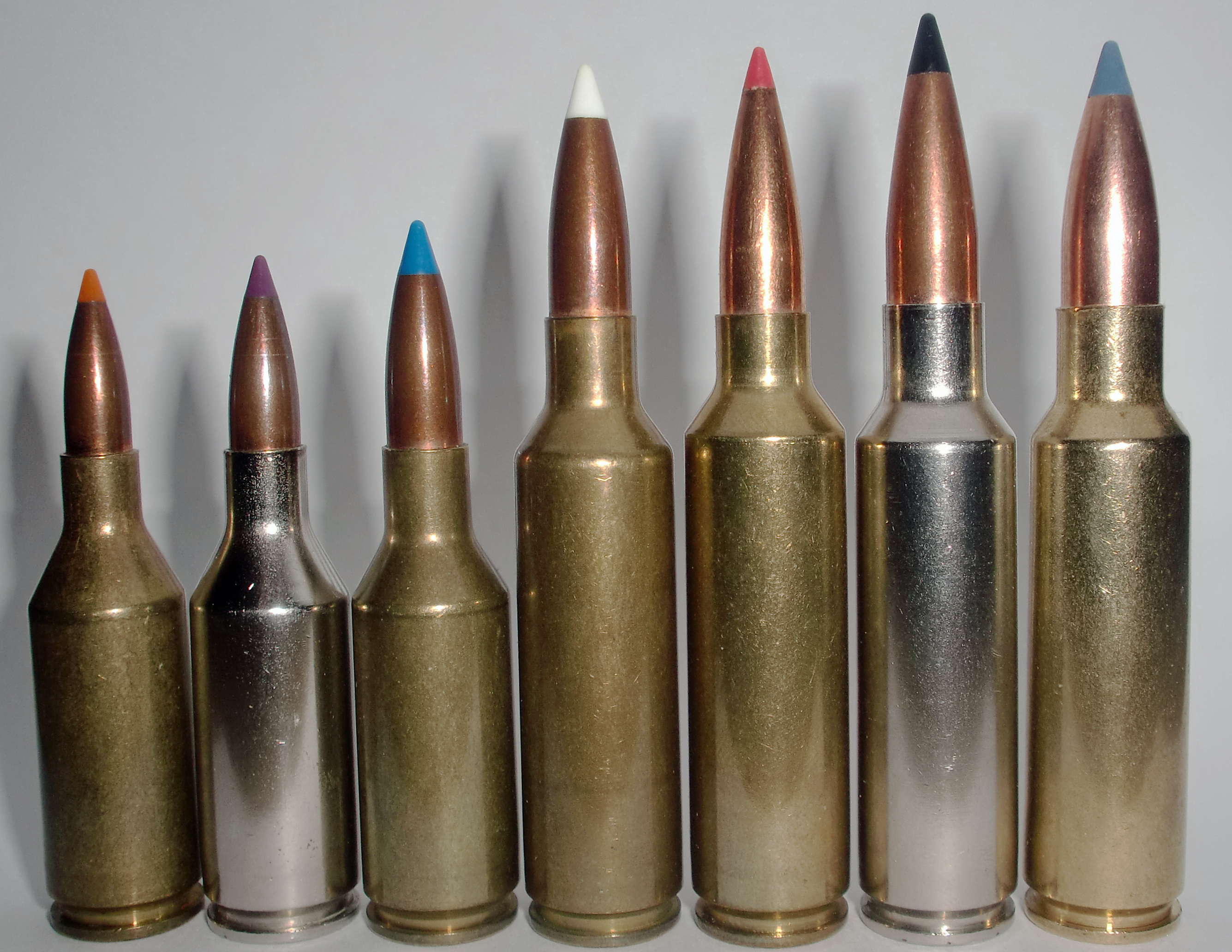
As famílias WSSM e WSM de cartuchos. Da esquerda para a direita: .223 WSSM, .243 WSSM, .25 WSSM, .270 WSM, 7 mm WSM, .300 WSM, .325 WSM.

Winchester Short Magnum ou WSM, é uma linha de cartuchos de fogo central curtos do tipo magnum, com estojo de base rebatida  desenvolvidos no início dos anos 2000 pela U.S. Repeating Arms Company ("Winchester Inc"), fabricante dos rifles Winchester e um dos mais antigos fabricantes de armas de fogo nos Estados Unidos. Todos os cartuchos WSM são inspirados no cartucho magnum .404 Jeffery, só que não cinturados e encurtados para se ajustarem a um rifle de ação curta (como para um .308 Winchester).
A U.S. Repeating Arms Company usou o mesmo conceito e o mesmo estojo básico na criação de seus cartuchos Winchester Super Short Magnum ainda mais curtos.

## Influências

### 7,82 Lazzeroni Patriot
A família WSM foi inspirada parcialmente por uma família de cartuchos magnum proprietários desenvolvidos no final de 1997, por John Lazzeroni, o 7,82 Lazzeroni Patriot, voltado para armas de ação curta.

### 6 mm Benchrest
Outra influência foi uma série de cartuchos de 6 mm desenvolvidos para competições de tiro ao alvo com apoio de bancada na década de 1970. A ideia geral era que um cartucho curto e "gordo" seria mais eficiente que o tradicional comprido e estreito, já que haveria uma coluna maior de pólvora na vizinhança imediata da espoleta enquanto ela detonava, sendo capaz de propelir uma bala a velocidades comparáveis às de cartuchos "magnum" do mesmo calibre usando muito menos pólvora em armas de ação curta, o que já havia sido constatado pelos caçadores.

## A família
Esses são os cartuchos dessa família em ordem de desenvolvimento:
| Nome     | Ano  | Diâmetro de bala    | Notas                                    |
| -------- | ---- | ------------------- | ---------------------------------------- |
| .300 WSM | 2001 | .308 in. (7,823 mm) | O primeiro dessa nova linha de cartuchos |
| 7 mm WSM | 2001 | .284 in. (7,214 mm) |                                          |
| .270 WSM | 2002 | .277 in. (7,036 mm) |                                          |
| .325 WSM | 2005 | .323 in. (8,204 mm) |                                          |

Todos os cartuchos WSM lançados até agora provaram ser populares para caça de animais de pele fina até o tamanho de cervos menores, já o .325 WSM é considerado um excelente cartucho para cervos maiores, bisões e outros animais de porte semelhante.